# Yeroplátanos (ort i Grekland)
Yeroplátanos (Geroplatanos) är en ort i Grekland.   Den ligger i prefekturen Chalkidike och regionen Mellersta Makedonien, i den nordöstra delen av landet, 280 km norr om huvudstaden Aten. Yeroplátanos ligger 380 meter över havet och antalet invånare är 337.
Terrängen runt Yeroplátanos är kuperad söderut, men norrut är den platt. Terrängen runt Yeroplátanos sluttar norrut. Runt Yeroplátanos är det ganska glesbefolkat, med 21 invånare per kvadratkilometer. Närmaste större samhälle är Polýgyros, 13,8 km söder om Yeroplátanos. 